# Евлог Плакка Фессу
Евлог Плакка Фессу (фр. Euloge Placca Fessou; нар. 31 грудня 1994, Ломе) — тоголезький футболіст, нападник клубу «Спартак» (Семей).
Виступав, зокрема, за клуби «Олімпік Агаза», «Серветт» та «Остервейк».

## Клубна кар'єра
У дорослому футболі дебютував 2011 року виступами за команду клубу «Олімпік Агаза», в якій провів два сезони, взявши участь у 30 матчах чемпіонату. У складі «Олімпік Агаза» був одним з головних бомбардирів команди, маючи середню результативність на рівні 0,63 голу за гру першості.
Своєю грою за цю команду привернув увагу представників тренерського штабу клубу «Серветт», до складу якого приєднався 2013 року. Відіграв за женевську команду наступний сезон своєї ігрової кар'єри. Більшість часу, проведеного у складі «Серветта», був основним гравцем атакувальної ланки команди.
2014 року уклав контракт з клубом «Остервейк», у складі якого провів наступні два роки своєї кар'єри гравця. Граючи у складі також здебільшого виходив на поле в основному складі команди. В новому клубі був серед найкращих голеодорів, відзначаючись забитим голом в середньому щонайменше у кожній третій грі чемпіонату.
До складу клубу «Беєрсхот» приєднався 2016 року. Відіграв за команду з Антверпена 91 матч в національному чемпіонаті. За час перебування в команді «Беєрсхот» двічі на правах оренди виступав за «Льєрс Кемпензонен» та «Ат-Тадамун».
З 2022 по 2023 роки захищав кольори білоруського «Шахтаря».

## Виступи за збірні
Залучався до складу молодіжної збірної Того. На молодіжному рівні зіграв у 4 офіційних матчах, забив 2 голи.
2010 року дебютував в офіційних матчах у складі національної збірної Того.
У складі збірної був учасником Кубка африканських націй 2013 року у ПАР.

## Титули і досягнення
- Чемпіон Білорусі (1):

«Шахтар»: 2022
- Володар Суперкубка Білорусі (1):

«Шахтар»: 2023